# Silverslöja
Silverslöja (Gypsophila oldhamiana) är en nejlikväxtart som beskrevs av Friedrich Anton Wilhelm Miquel. Silverslöja ingår i släktet slöjor, och familjen nejlikväxter. Inga underarter finns listade i Catalogue of Life.

## Bildgalleri

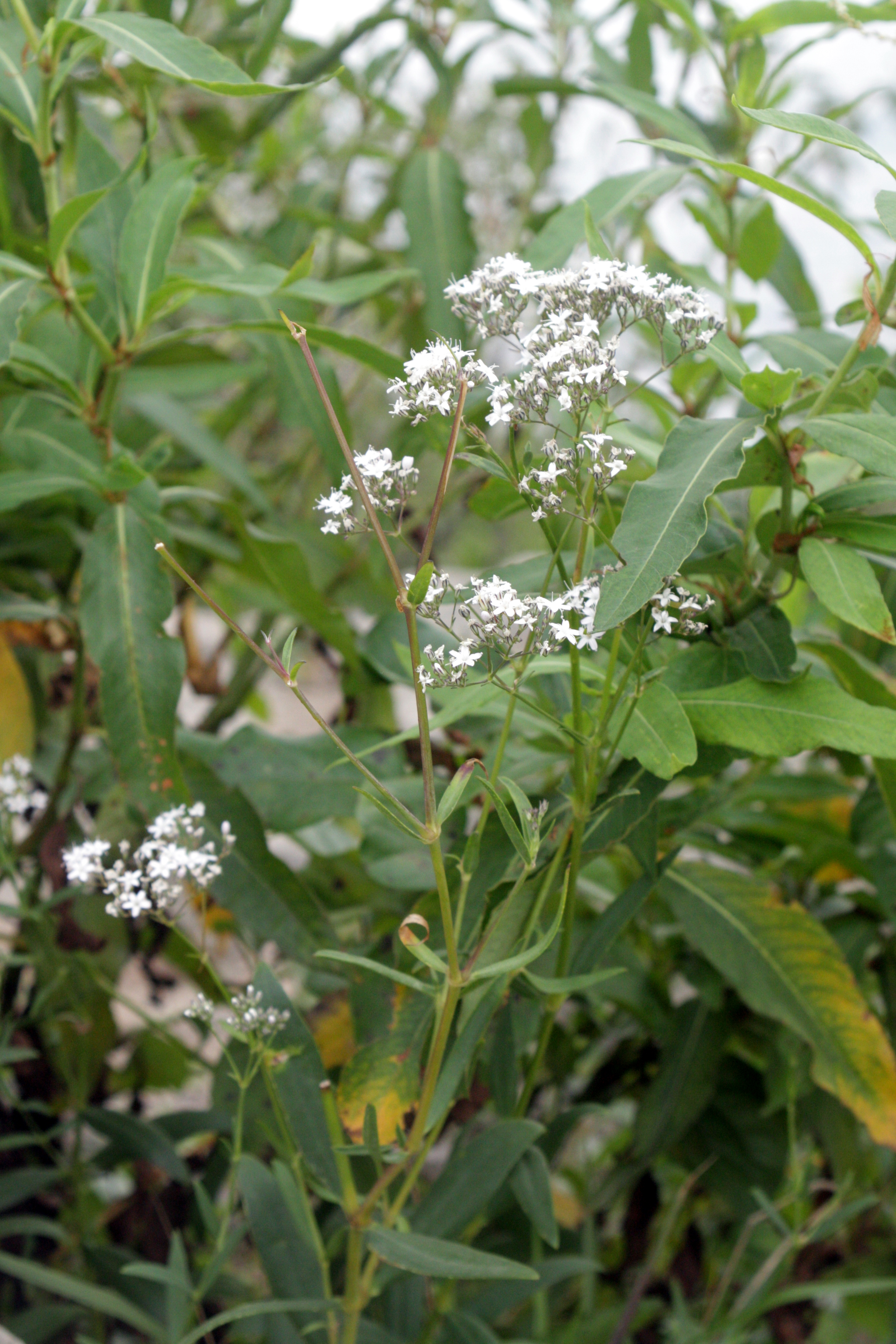
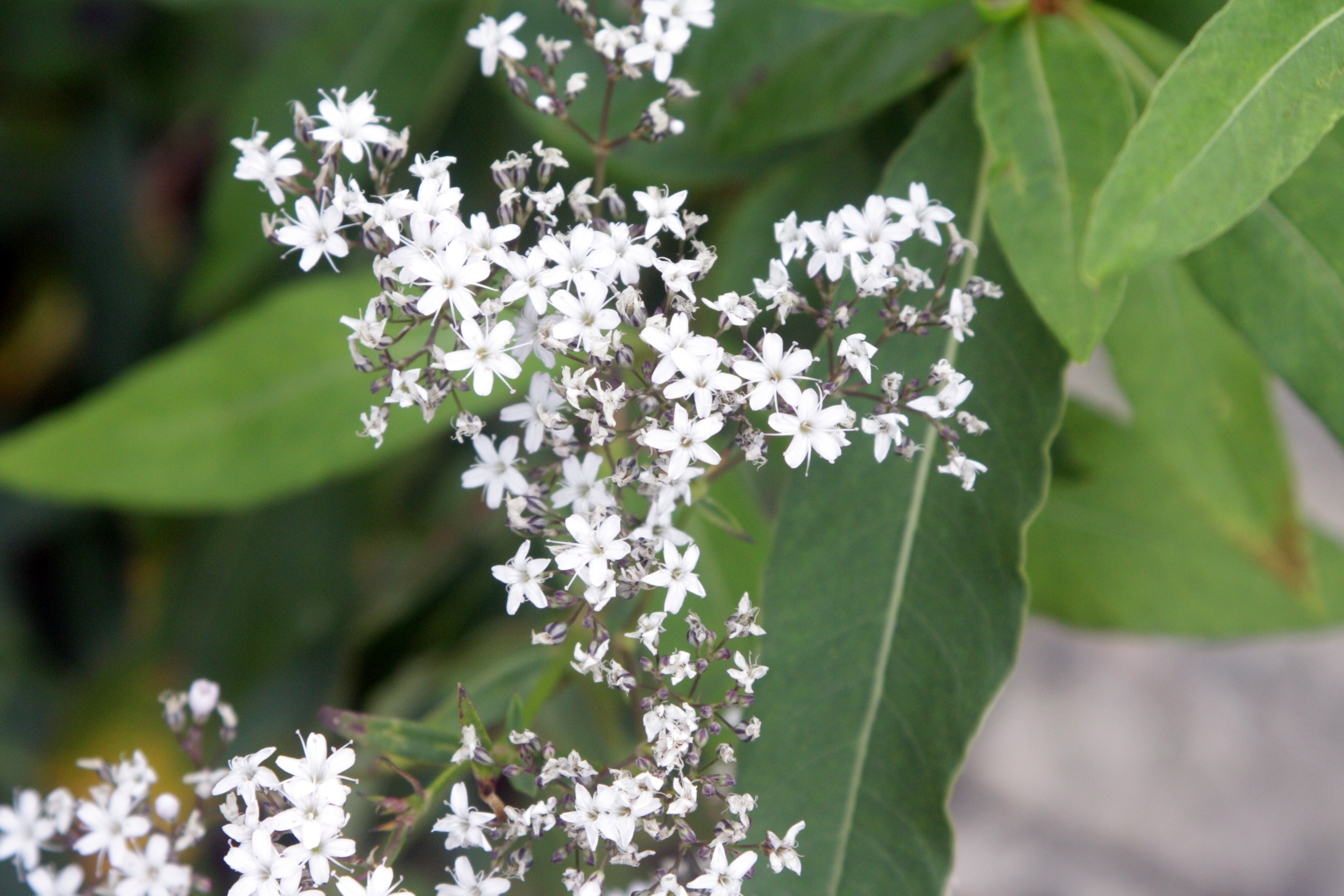
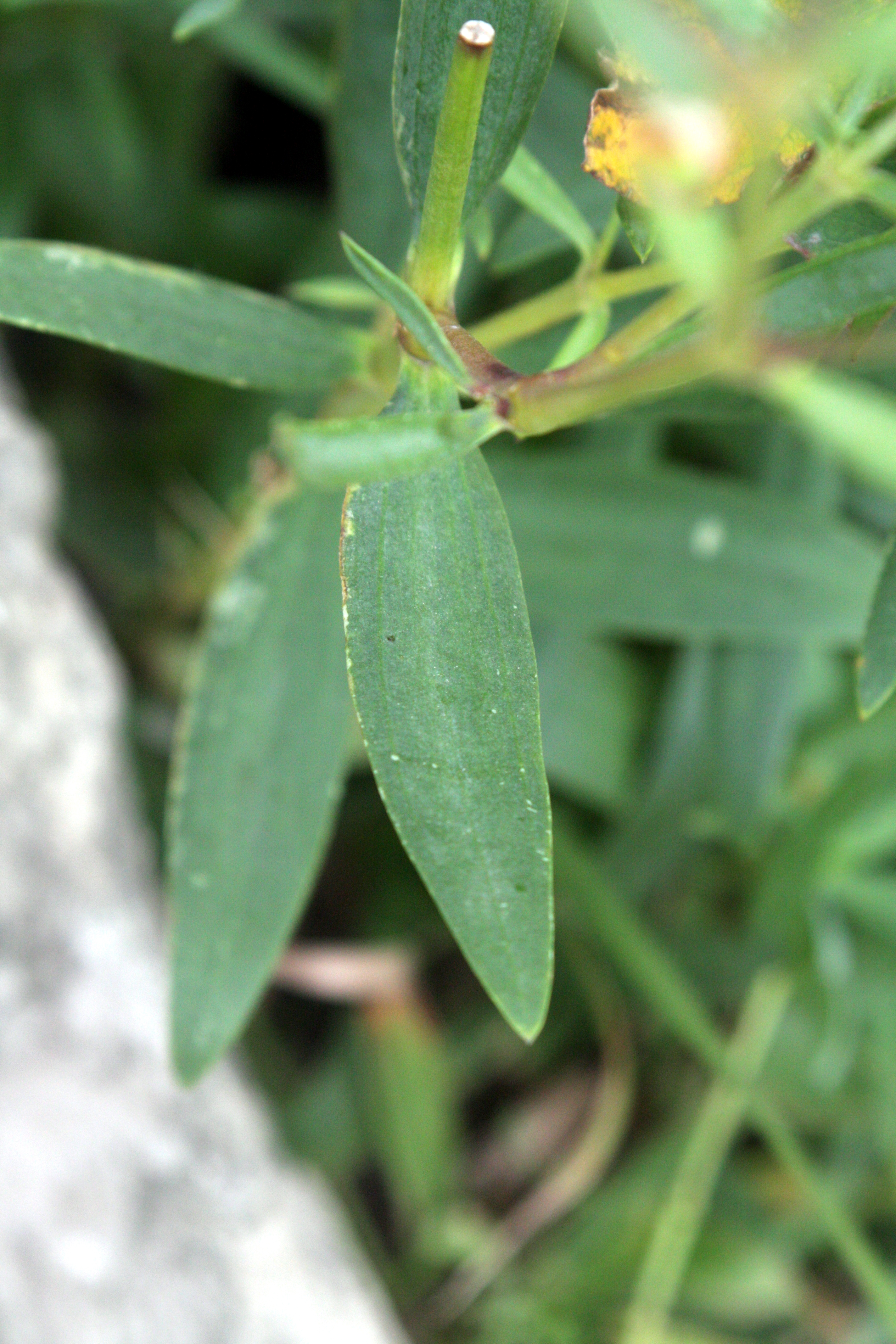
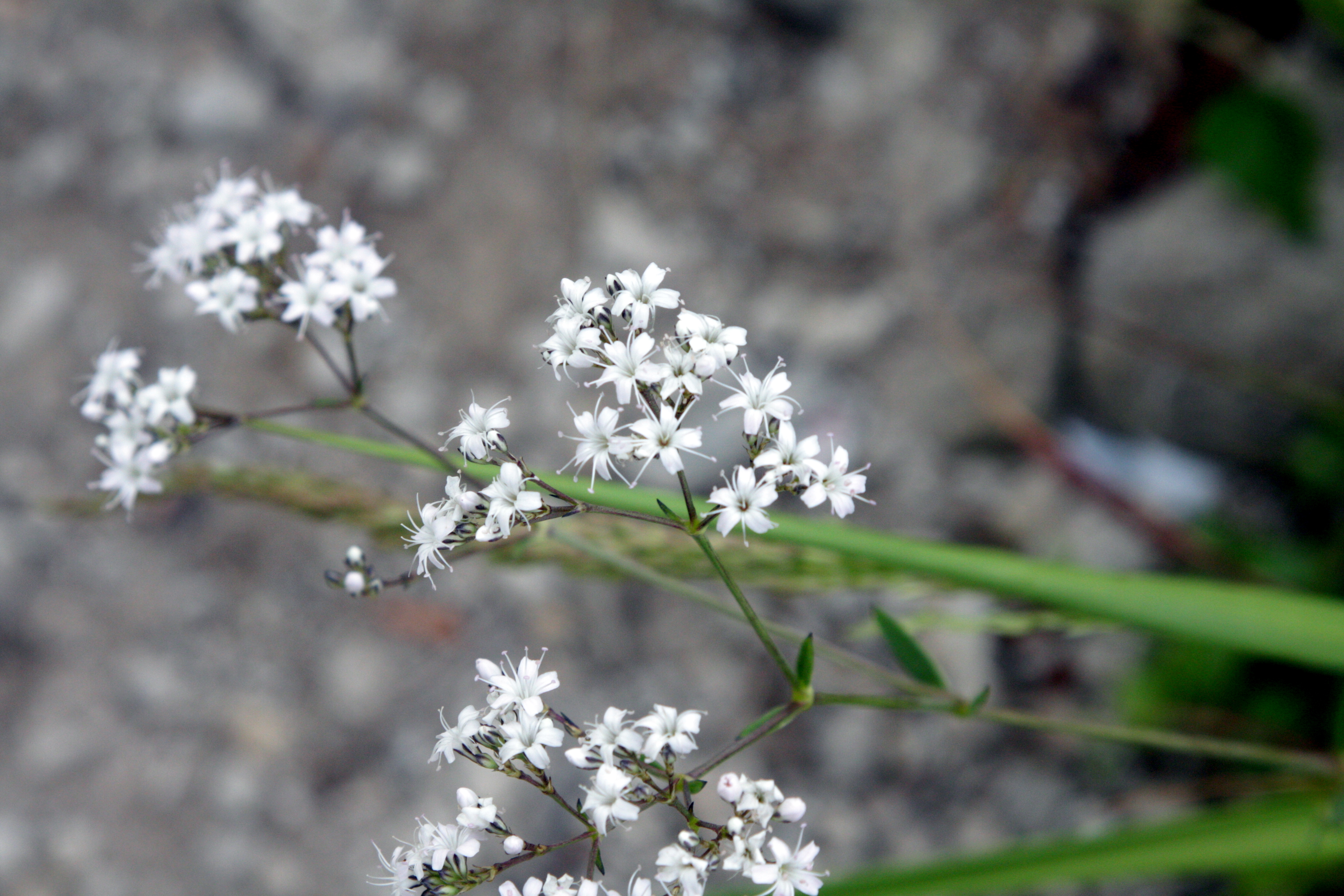